# Municipio de San Juan y Martínez
Municipio de San Juan y Martínez är en kommun i Kuba.   Den ligger i provinsen Provincia de Pinar del Río, i den västra delen av landet, 180 km sydväst om huvudstaden Havanna. Antalet invånare är 45 061. Arean är 409 kvadratkilometer. Municipio de San Juan y Martínez gränsar till Municipio de Pinar del Río.
Terrängen i Municipio de San Juan y Martínez är platt åt sydost, men åt nordväst är den kuperad.